# Beffroi di Bruges
Il Beffroi, o in olandese Belfort, è la torre civica medievale che sorge nel centro storico di Bruges, in Belgio.
È uno dei simboli della città, ospitava in passato un tesoro e gli archivi comunali, e fungeva da punto di osservazione per avvistare gli incendi e altri pericoli.
Misura un'altezza di 83 metri, e, da più di quattro secoli, si presenta leggermente inclinato verso sinistra di 1,19 metri. Visitabile, conta 366 gradini e ospita un carillon composto da 47 campane.

## Storia e descrizione

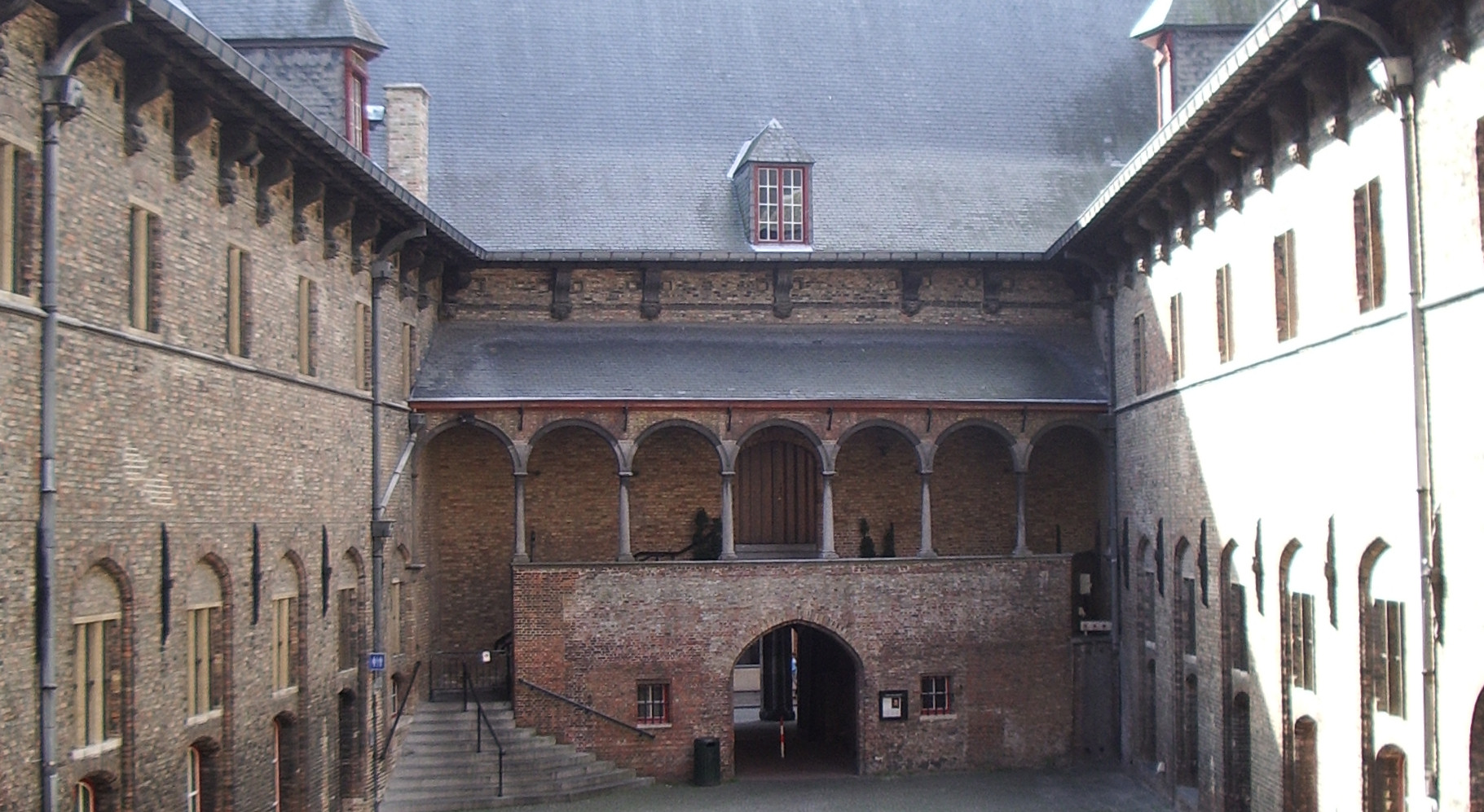
Il cortile del Mercato coperto.

Sul luogo dell'attuale torre civica e mercato coperto, si trovava una prima costruzione sormontata da una torre in legno eretta nel 1240. Gli edifici ospitavano i mercati della lana e dei tessuti e dei magazzini. La torre aveva già una funzione amministrativa e custodiva una cassaforte e gli archivi cittadini. L'edificio dei mercati presentava già le forme attuali, un'imponente fronte in laterizi su due livelli, aperto da possenti bifore, coronato da merlature e dotato di torrette angolari.
Un incendio distrusse la torre nel 1280 e gli archivi andarono persi. Allora si decise la costruzione di un vero e proprio municipio, sulla piazza del Burg, dove ricollocare gran parte degli uffici amministrativi.
La torre venne subito ricostruita fra il 1282 e il 1296 con i due corpi quadrati digradanti e una guglia in legno di coronamento. 
Il mercato coperto si estese progressivamente nel corso del XV secolo, e tra il 1483 e il 1487 venne aggiunta la parte superiore, ottagonale, della torre, in pietra bianca affiancata da quattro pinnacoli e sormontata da una nuova guglia lignea portante una statua di San Michele.
Tuttavia nel 1493 un fulmine diede il via ad un nuovo incendio che distrusse ancora la parte superiore e con essa le campane civiche. Subito ricostruita, la nuova guglia lignea venne coronata dal leone rampante delle Fiandre.
Nel XVI secolo venne aggiunta una galleria dietro il mercato coperto, così come al primo piano del cortile interno. Inoltre la facciata, sul Grote Markt venne dotata dell'edicola con la nicchia che ospita la statua della Madonna col Bambino, opera rinascimentale del 1523 di Lanceloot Blondeel.
Nel 1741 un altro incendio distrusse ancora una volta la guglia della torre. Venne restaurata nel 1753 e ricevette l'attuale coronamento neogotico nel 1822.

## Il carillon
Prima del XVI secolo le campane della torre erano azionate manualmente e il loro suono regolava lo svolgimento della vita cittadina, come l'apertura e chiusura delle porte civiche, l'inizio e la fine del lavoro (era proibito all'epoca lavorare con una luminosità insufficiente), il permesso di girar per strada senza torce e le varie festività.
Dal 1523 un tamburo, azionato da un orologio, automatizzò certe campane, come quelle delle ore. Grazie alla creazione di questo carillon fu anche possibile di suonare certe partizioni musicali sia religiose che profane. Infatti a partire dal 1604 le autorità cittadine assunsero un suonatore di carillon per le melodie domenicali, dei giorni festivi e di mercato.
Nel 1675 il carrello era composto da 35 campane, costruito dall'anversese Melchior de Haze. Dopo l'incendio del 1741 il carillon venne dotato delle attuali 47 campane, fuse da Joris Dumery, e con un peso totale di 27,5 tonnellate.